# Challenger Club Els Gorchs
Il Challenger Club Els Gorchs è un torneo professionistico maschile di tennis giocato sul cemento facente parte dell'ATP Challenger Tour. È stato inaugurato nel 2023 al Club Tennis Els Gorchs di Les Franqueses del Vallès, città spagnola, il torneo appartiene alla categoria Challenger 75.

## Albo d'oro

### Singolare
| Anno | Campione     | Finalista    | Punteggio        |
| ---- | ------------ | ------------ | ---------------- |
| 2023 | Hugo Grenier | Billy Harris | 3–6, 6–1, 7–6(3) |

### Doppio
| Anno | Campioni                                    | Finalisti               | Punteggio |
| ---- | ------------------------------------------- | ----------------------- | --------- |
| 2023 | Anirudh Chandrasekar Vijay Sundar Prashanth | Purav Raja Divij Sharan | 7–5, 6–1  |